# Коринский могильник
Коринский могильник (в прошлом — Хиринский могильник) — археологический памятник эрзян XII—XVII вв. между селами Корино и Хирино Шатковского района Нижегородской области.

## Описание
Выделяются 2 слоя захоронений:
- ранний (XII—XIII вв.), представленный ямными трупоположениями золотоордынской эпохи: ямы глубиной 0.8 м, в которых, ниже уровня земли, лежат предметы погребального инвентаря (сами останки утрачены) одного или пары усопших, ориентированных головой на север или северо-запад;
- поздний (XVI — начало XVII вв.), состоящий из 2 параллельных групп погребений:

- ямные трупоположения: ямы глубиной 0.15-1.05 м, в которых, ниже уровня земли, лежит один усопший (реже — пара), ориентированный головой на северо-запад, сопровожденный бедным инвентарем или вовсе без него;
- курганные трупоположения: 15 куполовидных курганов (в основном, одиночные, но есть сдвоенные и строенные) диаметром 5-6 метров и высотой 0.5-1.5 метров, в основании которых, на уровне земли, лежит пара (реже — один, или один со впускным погребением детей) усопших, ориентированных головами на северо-запад и обложенных восьмиугольником из обгоревших дубовых плах, а также сопровожденных богатым инвентарем. Занимает площадку 60*60 метров и возвышается над речкой Вонячкой над 3.5 метров.

Коринский могильник входит в Тешскую территориальную группу могильников, в которую, помимо него, входят следующие могильники:
- XI—XIII вв. — Стексовский, Абрамовский, Погибловский, Старший Кужендеевский, Хохловский, Личадеево V, Заречное II, Сыресево II, Выползово I, Выползово II, Выползово IV, Пятницы VII, Стексово II, Красное I, Красное III;
- XIII—XIV вв. — Младший Кужендеевский, Сарлейский, Ичалковский, Борнуковский, Гагинский.

Северная и северо-западная ориентировка покойников в раннем слое сближает Коринский могильник с другими эрзянскими могильниками Потёшья XI—XIII вв.: Красное I, Заречное II, Пятницы VII, Погибловский, возможно, Сыресево II.
А. Е. Алихова считала, что отличия между ямными и курганными погребениями позднего слоя вызваны различным этническим происхождением усопших: в курганных захоронениях похоронены кочевники, а в грунтовых захоронениях — эрзяне. В то же время, Е. И. Горюнова считала, что отличия вызваны разным социальным статусом умерших и что как в курганных, так и в грунтовых захоронениях погребены эрзяне.
Также, Е. И. Горюнова считала, что до конца XVI века деревня Корина располагалась севернее — рядом с могильником XII—XIII веков, а могильник XVI—XVII веков образовался эрзянами Кориной и других деревень уже после её переноса на новое место. В частности, это подтверждается названием поля, лежащего к востоку от могильника: «Старое Корино».

## История исследования
Впервые курганный могильник упоминается иеромонахом Макарием в 1851 году.
Памятник исследовался несколько раз:
- в 1913/1914 году — силами Нижегородской губернской учёной архивной комиссии: А. В. Богородским, А. А. Богодуровым и А. П. Мельниковым;
- в 1924 году — Б. С. Жуковым;
- в 1925 году — А. Я. Садовским;
- в 1926 году — Е. И. Горюновой;
- в 1926 году — А. Е. Алиховой и М. В. Воеводским;
- в 1982 году — В. Н. Мартьяновым;
- в 1998 году — С. В. Очертиной.

Ранний слой памятника исследован крайне слабо, так как большая часть предполагаемых могил находится в области посевов.

## Состояние
Памятник серьезно поврежден природными явлениями (посадками березы) и действиями черных копателей — в 1998 году выявлено более 30 разрушенных погребений.